# Honoré d’Urfé
Honoré d’Urfé (ur. 11 lutego 1567 w Marsylii, zm. 1 czerwca 1625 w Villefranche-sur-Mer) – pisarz francuski, autor pierwszej powieści-rzeki w literaturze francuskiej – Astrea (fr. L’Astrée).